# Perifetes
Perifetes (grc. Περιφήτης, Perifḗtēs) – w mitologii greckiej rozbójnik, syn Hefajstosa, greckiego boga ognia, i Antiklei. Mieszkał w Epidauros.
Niektóre źródła określają go olbrzymem. Cierpiał na chorobę kończyn dolnych, utrudniającą mu chodzenie. Korzystał wobec tego w różnych wersjach mitu z kuli, kul, maczugi czy też z pałki, w każdym razie narzędzie to wykonane było z brązu. Nie służyło jednak Perifetesowi jedynie do kompensowania niepełnosprawności. Jako rozbójnik Perifetes zabijał podróżnych, którzy zbliżyli się do niego, wykorzystując w tym celu właśnie maczugę lub kule.
Proceder ten został ukrócony przez Tezeusza, wychowywanego w Trojzenie syna ateńskiego władcy Ajgeusa. Poznawszy swe pochodzenie, Tezeusz udał się w podróż do Aten, wbrew słowom rodziców i dziadka wybierając niebezpieczną drogę lądową, pełną cieszących się z nieobecności zniewolonego u Omfale Heraklesa potworów i zbójców. Tezeusz nie wystraszył się, wręcz przeciwnie – ruszył w pełną niebezpieczeństw drogę, chcąc dorównać Heraklesowi. Perifetes był pierwszym z rozbójników zabitych przez młodego herosa, który zabrał mu pałkę, zabił nią chromego rozbójnika, i wyruszył w dalszą drogę, by pokonać następnie Sinisa. Wedle innej wersji Tezeusz zabił Perifetesa, wracając z Aten. W każdym razie maczugę czy pałkę zachował dla siebie. Z dokonanych zabójstw Tezeusz oczyścił się przed wmaszerowaniem do Aten w Kefisosie.
Perifetes pozostaje mniej znany od innych zbójców pokonanych przez Tezeusza. Jan Parandowski nie wspomina go w ogóle, wymieniając Skirona, Sinisa i Prokrustesa. Robert Graves podaje ponadto, jakoby niektórzy uznawali Perifetesa za dziecko Posejdona bądź też Dedala. Łączy też niepełnosprawność zbójcy z pochodzeniem od kowala, jako że kowali miano obrzędowo okaleczać. Wymienia też jego przydomek Korunetes „pałkarz”. Pisze też, że Tezeusz najpierw wykręcił napastnikowi kończynę górną, potem zaś zabrał pałkę i z jej pomocą pozbawił Perifetesa życia. Następnie nie rozstawał się z tym narzędziem. Czyn ten zalicza się do prac Tezeusza. Mit ten ma tłumaczyć używanie przez Tezeusza pałki z brązu na podobieństwo maczugi Heraklesa.
Imię Perifetes nosił też syn Kopreusa zabity w czasie wojny trojańskiej.
| Hera | Hera | Hera | Hera | Hera      | Hera      |           |           |           |           | Zeus | Zeus | Zeus      | Zeus      | Zeus      | Zeus      |           |           |
| Hera | Hera | Hera | Hera | Hera      | Hera      |           |           |           |           | Zeus | Zeus | Zeus      | Zeus      | Zeus      | Zeus      |           |           |
|      |      |      |      |           |           |           |           |           |           |      |      |           |           |           |           |           |           |
|      |      |      |      | Hefajstos | Hefajstos | Hefajstos | Hefajstos | Hefajstos | Hefajstos |      |      | Antikleja | Antikleja | Antikleja | Antikleja | Antikleja | Antikleja |
|      |      |      |      | Hefajstos | Hefajstos | Hefajstos | Hefajstos | Hefajstos | Hefajstos |      |      | Antikleja | Antikleja | Antikleja | Antikleja | Antikleja | Antikleja |
|      |      |      |      |           |           |           |           |           |           |      |      |           |           |           |           |           |           |
|      |      |      |      |           |           |           |           | Perifetes |           |      |      |           |           |           |           |           |           |